# 谷川敏朗
谷川 敏朗（たにかわ としろう、1929年10月4日 - 2009年1月20日）は、日本の教育者、良寛研究者。

## 生涯
新潟県白根市（現在は新潟市南区）出身。1953年東北大学文学部卒。新潟県内や宮城県内において高校の教諭を務め、のち新潟大学人文学部や県立新潟女子短期大学で非常勤講師としても活動していた。
地元新潟で生きた良寛に関する多くの伝記研究に加え、『定本良寛全集』（中央公論新社）など著作の書誌編纂、良寛に関する作品監修を行い、「全国良寛会」の常任理事を務めていた。
2009年、肺炎により没した。享年79。

## 著書
- 『良寛の生涯と逸話』野島出版　1975
- 『良寛の旅』恒文社　1985
- 『良寛の生涯 カラー図説』恒文社　1986
- 「良寛の詩歌百選」新潟日報事業社　1987
- 『りょうかんさま 絵童話』番場三雄 絵　考古堂書店　1991
- 『新潟ゆかりの文人たち 杖のとめどころ』考古堂書店　1992
- 『良寛さまってどんな人』考古堂書店　1994
- 『良寛うたの風光』小島直絵　鈴木出版　1995
- 『良寛さまとお茶を 谷川敏朗の良寛茶話』考古堂書店　1995
- 『良寛 詩歌と書の世界』小林新一写真　二玄社　1996
- 「良寛の逸話」恒文社 1998
- 「良寛の愛語・戒語」考古堂書店　2000

## 編著
- 『良寛書簡集』野島出版　1973
- 『良寛百歌撰』考古堂書店　1979
- 『こしの千涯の世界 良寛を描き求めて』編著　手まりブックス社　1982
- 『良寛さまと逸話 画文集』こしの千涯絵 手まりブックス社　1984
- 『良寛墨蹟大観 第5巻　書状篇』飯島太千雄共著　中央公論美術出版　1992
- 『良寛墨蹟大観 第6巻　仏語篇』飯島太千雄共著　中央公論美術出版　1993
- 「校注良寛全歌集」春秋社　1996
- 「校注良寛全詩集」春秋社　1998
- 『良寛の名歌百選』小林新一写真　考古堂書店　1998
- 『良寛の名詩選』小林新一写真　考古堂書店　1999
- 「校注良寛全句集」春秋社　2000
- 「良寛書簡の名品」編著　考古堂書店　2002
- 『良寛文献総目録』編　象山社　2002
- 『定本良寛全集』全3巻　内山知也,松本市壽共編　中央公論新社　2006-2007